# Napoléon Nicolas de Meissas
Pour les articles homonymes, voir Napoléon (homonymie) et Meissas.
Napoléon Nicolas de Meissas, né à Embrun le 8 avril 1806 et mort le 24 avril 1883 à Toulouse, est un savant et un professeur de cosmographie.

## Biographie

### Famille
Nicolas de Meissas est le fils de Pierre-Alexandre-Antoine Nicolas de Meissas (1765-1840), officier de santé, capitaine de la garde nationale de Serres, chirurgien major au 5ème bataillon des Hautes-Alpes, administrateur du département des Hautes-Alpes, député au conseil des Cinq-Cents, sous-préfet d'Embrun, et d'Anne Delphine Barrillon (1774-1809). 
Napoléon Nicolas de Meissas, est le frère d'Achille Nicolas de Meissas (1799-1874), homme de lettres, historien et géographe. 

### Carrière
Professeur de cosmographie au Collège Charlemagne à Paris et à Cahors, il a été agrégé de sciences en 1827 à Paris et a été membre de plusieurs sociétés savantes de l'époque.

## Œuvres
- 1837 - Éléments de cosmographie
- 1838-1839 - Nouveaux éléments de physiques, en deux volumes
- 1839-1840 - Nouveaux éléments de chimie, en deux volumes
- 1840-1841 - Résumés d'histoire naturelle, en deux volumes
- 1841 - Petite botanique
- 1842 - Petite algèbre
- 1842 - Petite cosmographie
- 1842 - Petite histoire de terre
- 1842 - Petite zoologie
- 1843 - Tableau d'harmonie universelle